# Nicolae Moroșan

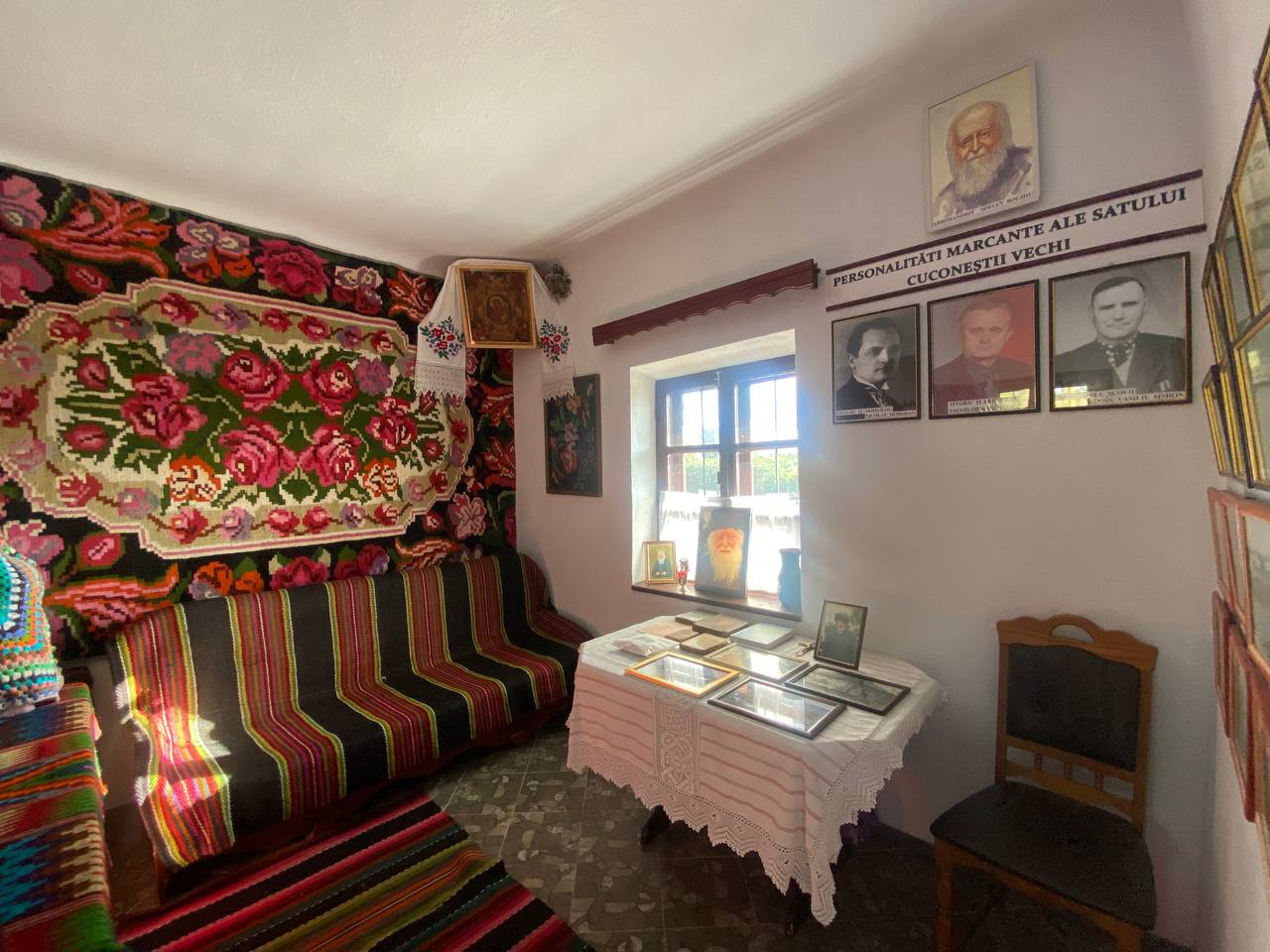
Casa-muzeu din Cuconeștii Vechi. La tablourile cu personalitățile marcante, Moroșan este primul din stânga

Nicolae N. Moroșan (în rusă Николай Николаевич Морошан; n. 1902, Cuconeștii Vechi, județul Bălți, Basarabia, Imperiul Rus – d. 2 februarie 1944, Moscova, RSFS Rusă, URSS) a fost un geolog, paleontolog, arheolog și muzeograf român, ulterior sovietic moldovean, cunoscut pentru contribuțiile sale semnificative în studiul Paleoliticului din Moldova și Basarabia.

## Începuturi
Moroșan a urmat Liceul „B. P. Hașdeu” din Chișinău, după care, între 1923 și 1927, a studiat la Facultatea de Științe Naturale a Universității din Iași, obținând licența în științe naturale. În 1933 a susținut teza de doctorat la Universitatea Sorbona din Paris, intitulată „Pleistocenul și Paleoliticul României de Nord-Est”.

## Carieră
De-a lungul carierei sale, Moroșan a publicat peste 40 de lucrări științifice și a descoperit numeroase așezări paleolitice pe terasele fluviale ale Nistrului și Prutului. A fost membru fondator al Colegiului Arheologic Român (C.A.R.), înființat la 23 noiembrie 1935, care a propus un proiect de lege pentru protecția monumentelor și obiectelor antice.

## Detenția și decesul
În 1940, după ocupația sovietică a Basarabiei și Bucovinei de Nord, Moroșan a hotărât să rămână alături de familia sa, la Chișinău. Inițial, el a fost respectat de noile autorități sovietice: a fost numit director al Muzeului de Etnografie și Istorie Naturală din Chișinău și profesor la Facultatea de Geografie a Institutului Pedagogic din același oraș. La 12 ianuarie 1941 a devenit deputat în Sovietul Suprem al URSS, reprezentând raionul Nisporeni, deși inițial a refuzat să candideze.
La 3 săptămâni de la intrarea Armatei Române în Basarabia, Moroșan a fost arestat în urma unui denunț făcut de un fost ilegalist, un profesor de istorie pe nume Dubrovski. Moroșan a fost acuzat ca fiind spion român și antisovietic. Mai era acuzat și de colaborare cu Frontul Renașterii Naționale. De asemenea, Moroșan a refuzat să ia cuvântul la radio la prima aniversare a „eliberării Basarabiei de sub boierii români”. A fost arestat de NKVD și închis la Tiraspol, Odesa și Novosibirsk. Pe 25 noiembrie 1941 a fost declarat nevinovat și eliberat, cu condiția de a deveni profesor la Institutul Politehnic din Tomsk.
În arhivele Ministerului de Externe al Marii Britanii s-a descoperit un dialog între ambasadorul britanic la Moscova, John Le Rougetel, și Moroșan, din data de 2 februarie 1944, în care acesta i-a zis: „eu nu mi-am trădat niciodată țara, nici cu bună știință, nici voluntar”. Documentul este arhivat la Public Record Office, Foreign Office, 371 si face parte din dosarul nr. 43.984 fila 50: 
| “ | Un anume domn Nicolae Moroșan a telefonat dimineata si a cerut sa-l vada pe ambasador (…). Mi-a spus că după ocuparea sovietică a Basarabiei a fost închis și apoi eliberat pentru a preda la Omsk ( Tomsk – n.n.). Sovieticii insistau să vorbească la radio pentru România și el nu putea să facă acest lucru, deoarece era sigur ca rușii intenționau să anexeze întreaga țară (…). L-am sfătuit insistent să accepte oferta de a vorbi, spunându-i că și câțiva prieteni ai mei români din Cairo deja făceau asta, și cu cât românii ieșeau mai repede din război, cu atât era mai bine (…). Mai mult, a declarat el, un comisar din Republica Moldovenească, pe nume Pors, l-a informat că rușii intenționau să anexeze întreaga Românie, Bulgaria și Iugoslavia. Chiar el fusese rugat să pregătească niște rapoarte geologice pentru ruși despre România și Bulgaria, dar el a refuzat. | ” |

Nicolae Moroșan a fost găsit mort în camera sa de hotel din Moscova. În mod oficial, a fost vorba de o sinucidere, însă se crede de fapt că a fost ucis de NKVD.